# Curiosity (canção)
"Curiosity" é uma canção da artista musical canadense Carly Rae Jepsen contida no seu primeiro extended play (EP) de mesmo título (2012). Foi composta pela cantora juntamente com Ryan Stewart e produzida pelo último. A música foi lançada como segundo single do disco em 1º de maio de 2012. É uma faixa de andamento acelerado com influências do gêneros de dance e synthpop.
Liricamente, a obra faz alusão a uma garota que é mal tratada por um rapaz, e implora por mais amor dele. Recebeu revisões geralmente positivas da mídia especializada, cujo notaram ser similar a "Call Me Maybe". Comercialmente, alcançou a décima oitava posição na Canadian Hot 100 e foi certificada de ouro pela Music Canada (MC), por vendas superiores a 40 mil cópias.

## Antecedentes e composição
"Curiosity" foi composta por Jepsen juntamente com Ryan Stewart, sendo produzida pelo último. A faixa foi lançada como single em 1º de maio de 2012 através da 604 Records. A música é similar a "Call Me Maybe", e apresenta fortes batidas dance e ganchos cativantes. Na canção, a artista canta sobre set mal tratada por um rapaz, e implora por mais amor dele, abrindo com os versos, "Humilhada, você me tem de joelhos/Você partiu meu coração, só para vê-lo sangrar."

## Crítica profissional
Ben Norman, do About.com, notou que a faixa era "obviamente a sucessora de 'Call Me Maybe', apesar de insistir na batida um pouco mais do que eu pessoalmente gosto." Jon O'Brien, do Allmusic, disse que "Curiosity" e "Picture" são "convincentes investidas no infeccioso synthpop". Jen Appel, da idobi Radio, considerou a canção similar a "Call Me Maybe", adicionando que "traz a mesma leve vibração ao tocar em uma nota mais pessoal. Esta música engloba os sentimentos de uma garota batalhando para manter seu relacionamento vivo enquanto conflita contra a curiosidade sempre presente 'sobre o que se trata'."

## Faixas e formatos
| Download digital |             |         |  |
| N.º              | Título      | Duração |  |
| 1.               | "Curiosity" | 3:26    |  |

## Desempenho nas tabelas musicais

### Posições
| Tabela musical (2012)     | Melhor posição |
| ------------------------- | -------------- |
| Canadá - Canadian Hot 100 | 18             |

### Certificações
| País                  | Certificação |
| --------------------- | ------------ |
| Canadá - Music Canada | Ouro         |

## Histórico de lançamento
| País   | Data               | Formato          | Gravadora |
| ------ | ------------------ | ---------------- | --------- |
| Canadá | 1º de maio de 2012 | Download digital | 604       |